# Jüdischer Friedhof (Bautzen)

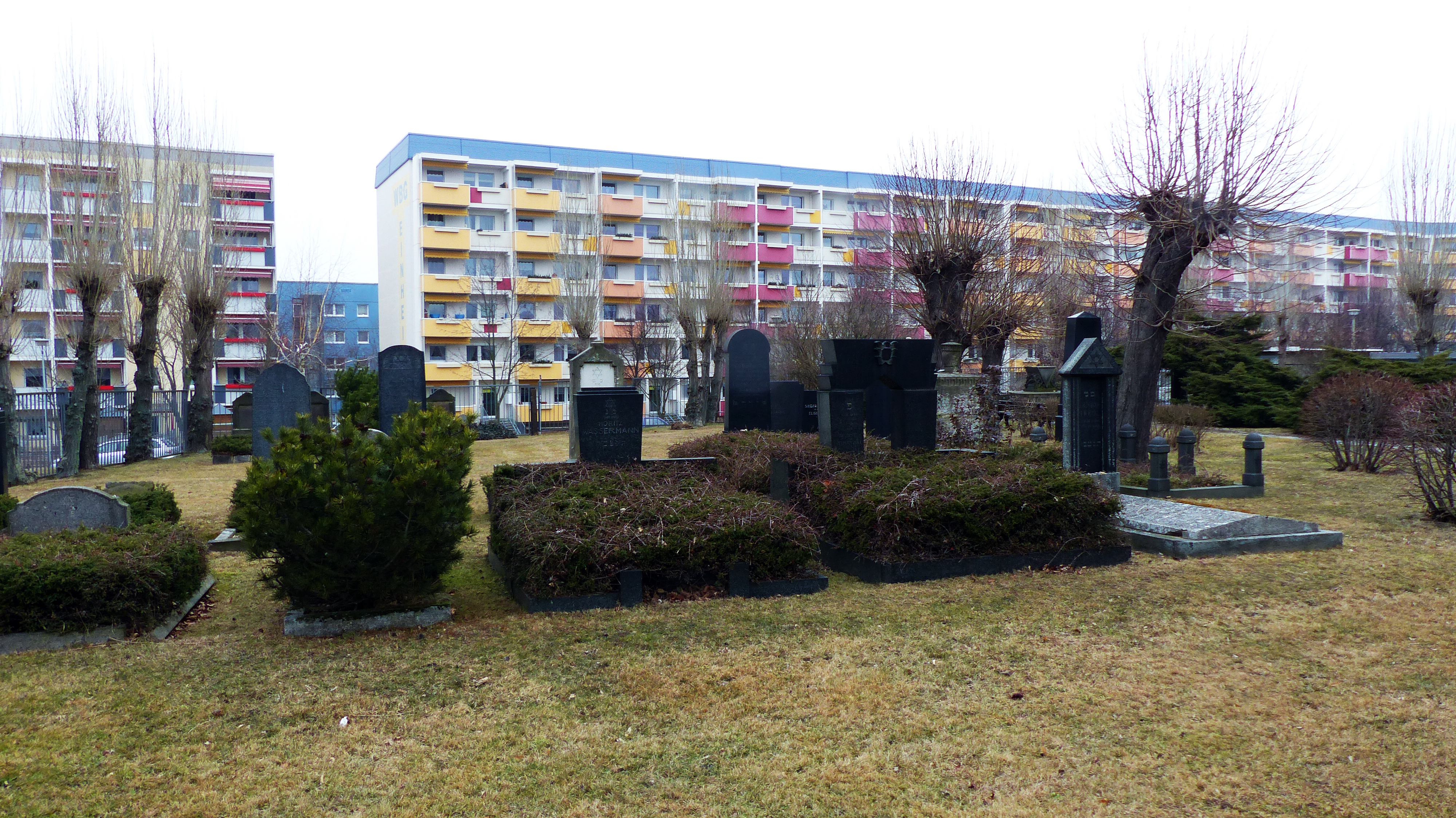
Jüdischer Friedhof im Bautzener Stadtteil Gesundbrunnen

Der Jüdische Friedhof Bautzen ist ein Friedhof in der Stadt Bautzen im gleichnamigen Landkreis in Sachsen.
Der 1295 m² große jüdische Friedhof liegt im Bautzener Stadtteil Gesundbrunnen in der Muskauer Straße 67. Es sind 22 Grabsteine erhalten.

## Geschichte
Der jüdische Friedhof in Bautzen wurde um 1900 angelegt. Der älteste Grabstein stammt aus dem Jahr 1906 (Moritz Zander). Im Ersten Weltkrieg wurden im linken, hinteren Teil des Begräbnisplatzes auch vier russisch-jüdische Kriegsgefangene und Zwangsarbeiter beigesetzt. Im Zweiten Weltkrieg wurden über 200 Zwangsarbeiter beigesetzt, für die eine Grabstätte mit Inschrift besteht. 